# Paratemelia meyi
Paratemelia meyi is een vlinder uit de familie zaksikkelmotten (Lypusidae). De wetenschappelijke naam van deze soort is voor het eerst geldig gepubliceerd in 2007 door Lvovsky.
De soort komt voor in tropisch Afrika.